# Massimo Rizzante

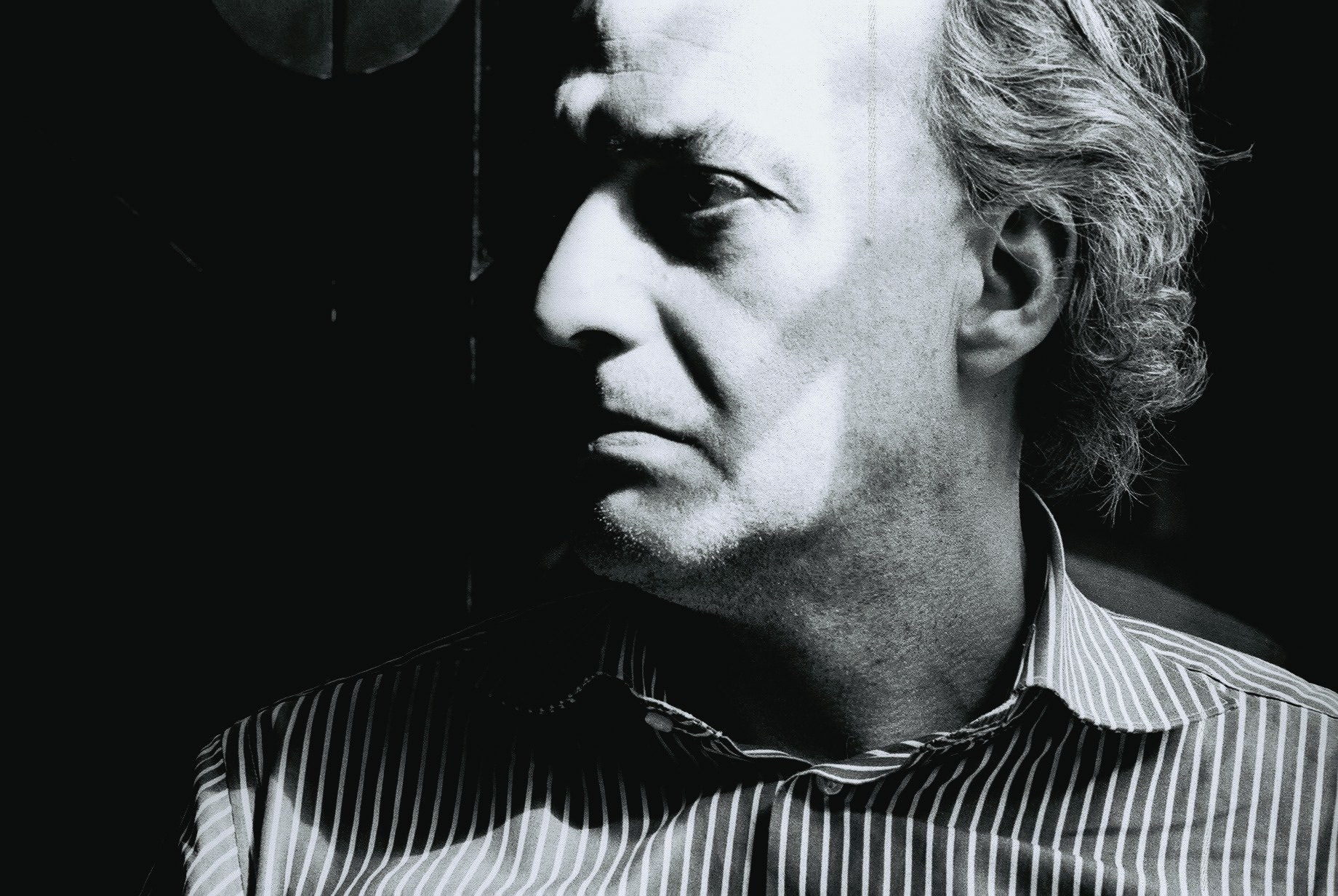
Massimo Rizzante ritratto da Yu Jen-chih

Massimo Rizzante (San Donà di Piave, 1963) è uno scrittore, poeta, saggista e traduttore italiano.

## Biografia
Massimo Rizzante ha studiato a Urbino, Leuven, Nijmegen, Klagenfurt, Parigi, Granada, Tokyo. Dal 1992 al 1997 ha fatto parte del «Seminario sul Romanzo Europeo» diretto da Milan Kundera a Parigi. Dal 2011 al 2013 ha insegnato Lingua e Letteratura Italiana presso la Tokyo University of Foreign Studies (Giappone). Attualmente insegna Letteratura Italiana Contemporanea presso l'Università di Trento, dove dal 2006 dirige il «Seminario Internazionale sul Romanzo (SIR)».  
Per l’editore Mimesis dirige le collane «eLIT» e «Saggi letterari». Nel 2011, con Non siamo gli ultimi, ha vinto il Premio Letterario “Stephen Dedalus” nella sezione Saggi. Dal 1993 collabora con le riviste letterarie internazionali «L'Atelier du Roman» e «Letras Libres».

## Opere

### Poesia
- Una solitudine senza solitudine, Effigie, 2020
- Scuola di calore, Effigie, 2013
- Nessuno, Manni, 2007
- Lettere d'amore e altre rovine, Biblioteca Cominiana, 1999

### Saggistica
- L'albero del romanzo, Effigie, 2018
- Il geografo e il viaggiatore, Effigie, 2017
- Un dialogo infinito, Effigie, 2015
- Non siamo gli ultimi, Effigie, 2009 (Premio Dedalus sezione saggi 2011)

### Traduzione
- Pierre Legendre, La fabbrica dell'uomo occidentale seguito da L'uomo come assassino, Mimesis, 2025
- Octavio Paz, L’altra voce. Poesia e fine del secolo, Mimesis, 2023
- Osvaldo Lamborghini, Il ritorno di Hartz e altre poesie, Metauro, 2023
- Alejo Carpentier, L'età dell'impazienza. Saggi, articoli, interviste (1925-1980), Mimesis, 2022
- Lewis Mumford, Le trasformazioni dell'uomo, Mimesis, 2021
- Miguel Torga, La vita inedita, Mimesis, 2020
- Milan Kundera, La festa dell'insignificanza, Adelphi, 2013
- Nikos Kachtitsis, Punto vulnerabile. Quattordici poesie della giovinezza, La Camera Verde, 2012
- Miloš Crnjanski, Lamento per Belgrado, Il Ponte del Sale, 2010
- Milan Kundera, Un incontro, Adelphi, 2009
- Oscar V. de L. Milosz, Sinfonia di novembre e altre poesie, Adelphi, 2008
- Milan Kundera, Il sipario, Adelphi, 2005